# 3188 Jekabsons
3188 Jekabsons (1978 OM) là một tiểu hành tinh vành đai chính được phát hiện ngày 28 tháng 7 năm 1978 bởi Đài thiên văn Perth ở Perth, Western Australia.